# Tjæreborg Station
Tjæreborg Station er en dansk jernbanestation i byen Tjæreborg i Sydvestjylland.
Stationen er et trinbræt på Lunderskov-Esbjerg-banen og betjenes af GoCollective. Foruden betjeningen fra GoCollective betjenes stationen også af Esbjerg bybussers linje 8C gren. Tjæreborg station ser mange gennemgående tog fra DSB, men kun GoCollectives tog standser. Der er direkte togforbindelse til blandt andet Esbjerg, Skjern, Herning, Aarhus, Struer, Nørre Nebel, Ribe, Tønder og Niebüll i Tyskland.